# Limbo (joc video)
Limbo (stilizat ca LIMBO) este un joc de puzzle-platformă video și este conceput de către dezvoltatorul danez Playdead.Jocul a fost lansat în iulie 2010 exclusiv pe Xbox Live Arcade, și mai târziu a fost re-lansat, împreună cu studiile HD și "Omul Splosion în aprilie 2011. Porturi de joc pentru PlayStation Network și Windows Microsoft prin intermediul Steam si GamersGate au fost create de Playdead, eliberat după ani de-a lungul perioadei de exclusivitate Xbox 360 a fost finalizat. Un Mac OS X versiune a fost lansat în decembrie 2011, în timp ce într-un port Linux a fost disponibilă în mai 2012.
Limbo este un sidescroller 2D, care încorporează sistemul de fizica Box2D pentru a guverna obiecte de mediu și caracterul jucătorului.Jucătorul ghidează un băiat anonim prin medii periculoase și pline de capcane ca el sa iși gaseseasca sora.Dezvoltatorul a construit puzzle-uri in joc astfel incat jucatorul poate alege intre mai multe variante pentru a le rezolva, majoritatea gresite. Playdead a numit stilul de joc ", studiu și moarte", și a folosit imagini înspăimântătoare pentru decesele băiatului cand jucatorul greseste si folosește  soluții neviabile.
Jocul este prezentat în monocromatice negru-alb-si tonuri, dezvoltatorul folosindu-se de iluminat, efecte de cereale de film și sunete ambientale minime pentru a crea o atmosferă stranie adesea asociate cu genul horror. Jurnaliștii au lăudat genul de prezentare a întunericului, descriind activitatea ca fiind comparabila cu film noir și expresionismul german. Bazat pe estetica sa, comentatorii au clasificat Limbo ca un exemplu de "jocuri video ca arta". Majoritatea criticilor sunt de parere ca costul ridicat al jocului în raport cu lungimea acesteia pe termen scurt s-ar putea descuraja jucatori sa il cumpărare, dar altii considera ca Limbo a avut o lungime ideala.Acest joc a fost al treilea joc-cel mai bine vandut joc pe serviciul Xbox Live Arcade în 2010, generând în jurul valorii de 7,5 mil. dolari venituri.Limbo a câștigat mai multe premii din partea unor grupuri din industria de la lansare, și a fost numit ca fiind unul dintre cele mai bune jocuri din 2010 de către mai multe publicații.

## Scenariu
Caracterul principal în uitare este un băiat anonim, care se trezește în mijlocul unei păduri numite pe "marginea iadului" (titlul jocului este luat din spatele limbului, latină, însemnând "margine") În timp ce isi caută sora pierduta.In timpul calatoriei el întâlnește doar câteva personaje umane, care fie il ataca, fie fug de el sau sunt morți. La un moment dat în timpul călătoriei sale, el întâlnește un personaj feminin, care brusc dispare înainte de a putea ajunge la ea . Pădurea devine în cele din urmă un mediu urban ce se prăbușește la finalizarea a puzzle-ului final, băiatul este aruncat printr-un geam de sticlă și înapoi în pădure.. El merge pe o distanță scurtă până când întâlnește din nou o fată, care, la abordarea sa, se ridică, speriata. În acest moment, jocul se termină brusc.

## Mod de joc
Jucatorul controleaza băiatul pe tot parcursul jocului. Cum este tipic de cele mai multe ori in jocurile cu platformă bidimensionala, băiatul poate rula la stânga sau la dreapta, sari, urca pe margini scurte sau în sus și în jos scări și frânghii, și poate împinge sau trage obiecte. Limbo este prezentat prin intermediul graficii întunecate, în nuanțe de gri și cu sunete ambientale minimaliste, astfel creeaza un mediu straniu, obsedant , de asemenea, efectele vizuale întunecate ascund pericole numeroase, cum ar fi capcane mortale de urs de pe etajul forestier sau monștrii letali ascunsi în umbră, precum păianjeni uriași. Printre pericolele sunt viermi stralucitori, care se ataseaza de capul băiatului și-l obliga să călătorească într-o singură direcție cu excepția cazului în care o lumină strălucitoare vine în contact cu ea, care schimbă direcția jucătorului până când aceasta este înlăturată de NPC-uri statice.
In cea de a 2 a jumătate Jocul are puzzle-uri mecanice și capcane care se folosesc de mașini, electromagneți și gravitație. Multe dintre aceste capcane nu sunt vizibile până cand sunt declanșate, de multe ori au consecințe mortale.Player-ul este capabi sa reporneasca de la punctul de la ultimul punct de control intalnit, fără sa fie limite impuse de câte ori acest lucru se poate intampla. Unele capcane pot fi evitate și folosite mai târziu în joc, de exemplu o capcană de urs este utilizata pentru prinderea pe carcasa a unui animal, atârnat de capătul unei frânghii, ruperea carcasei de pe coarda și să permită ramura și frânghie să se retragă în sus și să permită băiatului sa urce pe un pervaz aflat la îndemâna. Ca jucător va întâlni probabil numeroase decese înainte de a rezolva fiecare puzzle si de a termina jocul, dezvoltatorii numesc Limbo un "studiu și moarte" de joc. Unele decese sunt animate cu imagini de dezmembrare băiatului sau decapitare, dar exista si o optiune in joc pentru a pune un filtru ca imaginile socante de la decese sa nu fie redate. Obiective secundare in joc (opționale) includ găsirea de ouă ascunse, insecte și completarea jocului cu cinci sau mai puține decese.

## Dezvoltare
Potrivit Playdead partener Dino Patti și intervalele de designer Carlsen Jeppe, directorul Playdead de joc, Arnt Jensen, au conceput Limbo în jurul anului 2004. În acel moment, ca un artist concept la IO Interactive, Jensen a devenit nemulțumit de natura din ce în ce mai corporativă a companiei. El a schițat o "imagine statica" a unui "loc secret" pentru a obține idei, iar rezultatul, a fost similar cu mediul din sfarsitul jocului,  Jensen a fost inspirat să se extindă aceeasta idee, inițial pe cont propriu. Pentru a programa jocul în Visual Basic în  2004 si-a dat seama ca are nevoie de un programator asa ca a făcut un proiect pe internet in care isi prezenta munca in scopul gasirii unui programatorstil. Videoclipul a atras interesul substanțial în proiectul de pe Internet, în cele din urmă ajunge să se întâlnească cu Patti, care a fost, de asemenea, nemulțumit de slujba lui de la acea vreme , colaborarea lor a condus la fondarea Playdead. Deși Patti ajutat în primele câteva luni, cu programarea, el si-a dat seama că proiectul a fost mult mai mare decât s-ar asteptat așa ca Patti a dezvoltat afaceri în jurul valorii de dezvoltarea a jocului extinsă.
Dezvoltarea inițială a fost finantata  personal de către Jensen și Patti, împreună cu subvenții guvernamentale daneze, inclusiv fonduri de la Programul de joacă nordică, în timp ce marii investitori au intervenit mai târziu în ciclul de dezvoltare. Jensen și Patti nu a vrut să se angajeze la edituri importante, preferând să-și păstreze controlul creativ complet în curs de dezvoltare a platformei. Jensen planificaseră inițial ca Limbo sa fie inclus gratis in pachetul Microsoft pentru Windows dar in acest punct s-au decis sa il vanda.

## Muzică
| Limbo soundtrack track listing |                 |         |  |
| Nr.                            | Titlu           | Lungime |  |
| 1.                             | „Menu”          | 3:10    |  |
| 2.                             | „Boys' Fort”    | 2:17    |  |
| 3.                             | „City”          | 3:38    |  |
| 4.                             | „Rotating Room” | 3:02    |  |
| 5.                             | „Sister”        | 3:21    |  |
| 6.                             | „Gravity Jump”  | 4:12    |  |
| Lungime totală:                | Lungime totală: | 19:40   |  |